# ジョン・アレクサンダー (テニス選手)
ジョン・ギルバート・アレクサンダー（John Gilbert Alexander, 1951年7月4日 - ）はオーストラリア・シドニー出身の元男子プロテニス選手。主に1970年代に活動し、4大大会男子ダブルスで2度の優勝と4度の準優勝を挙げた。ATPでシングルス7勝、ダブルス27勝を挙げる。ATPランキング自己最高位はシングルス8位、ダブルス15位。ダブルス優勝の多くは同郷のフィル・デントと組んで獲得した物である。

## 経歴
1968年にプロ入り。同年にはオーストラリアテニス史上最年少で男子国別対抗戦デビスカップの代表入りを果たす。1974年にはデントと組んで出場した全豪オープン男子ダブルスでボブ・カーマイケル、アラン・ストーン組を 6-3, 7-6 で破り、3度目の決勝進出にして初優勝を遂げる。それから8年後の1982年の全豪オープンで今度はジョン・フィッツジェラルドと組んで出場したアレキサンダーは決勝でジョン・サドリとアンディ・アンドリュースのアメリカペアに 6-4, 7-6 のスコアで勝利。2度目の優勝を果たしている。
アレクサンダーはシングルスにおいても、全豪オープンで3度の準決勝進出がある。初の準決勝進出となった1974年全豪オープンでは第2シードのジミー・コナーズ(アメリカ)に6-7, 4-6, 4-6のストレートで敗れ、2度目の挑戦となった1977年全豪オープン (1月)では準々決勝で第3シードのアーサー・アッシュ(アメリカ)を6-3, 6-4, 4-6, 7-6のスコアで破る金星を挙げるものの、続く準決勝では第1シードのギリェルモ・ビラス(アルゼンチン)に4-6, 6-1, 3-6, 4-6のスコアで敗れた。最後の準決勝進出となった1977年全豪オープン (12月)では準々決勝で当地の英雄である第4シードのケン・ローズウォールを7-6, 7-6, 4-6, 6-1のスコアで下しての進出であったが、またしても準決勝の壁を越えることは出来ず、第1シードのビタス・ゲルレイティス(アルゼンチン)1-6, 2-6, 4-6のストレートで敗れ去った。（結果として対戦した3人はいずれもそのまま優勝を成し遂げている）
現役引退後は解説業や女子国別対抗戦・フェドカップのオーストラリア代表監督を務めるなど、後進の指導を続けている。

## 4大大会ダブルス優勝
- 全豪オープン：2勝（1974年、1982年）　［準優勝2度：1972年、1970年］
- 全仏オープン：準優勝1度（1975年）
- ウィンブルドン：準優勝1度（1977年）